# Brevechelidonium juheli
Brevechelidonium juheli là một loài bọ cánh cứng trong họ Cerambycidae.